# Gym (album)
Gym was de derde cd van de Noorse popgroep Di Derre. De cd is uitgebracht in 1996. Hoewel het album minder verkocht dan de twee voorgaande, werd het toch platina met meer dan 50 000 verkochte cd's.

## Nummers
1. «Vårt korps»
2. «Cecilie»
3. «Selvfølgelig»
4. «Faren til Ivar»
5. «Noen dager»
6. «Pirké»
7. «Erik Vea»
8. «Bislett & Berlin»
9. «Oddemann»
10. «Viking Proff»
11. «Ingen grunn til panikk»
12. «På andre siden av veien»
13. «Gym»